# Tour Down Under 2014
Il Tour Down Under 2014, sedicesima edizione della corsa, valido come prima prova dell'UCI World Tour 2014, si svolse in sei tappe, dal 21 al 26 gennaio 2014, su un percorso di complessivi 815,5 km con partenza da Nuriootpa ed arrivo ad Adelaide, Australia. Fu vinto dall'australiano Simon Gerrans che concluse la gara in 19h57'35", alla media di 40,85 km/h.
Conclusero la gara 130 ciclisti.

## Tappe
| Tappa  | Data       | Percorso                        | km    | Vincitore di tappa | Leader cl. generale |
| ------ | ---------- | ------------------------------- | ----- | ------------------ | ------------------- |
| 1ª     | 21 gennaio | Nuriootpa > Angaston            | 135   | Simon Gerrans      | Simon Gerrans       |
| 2ª     | 22 gennaio | Prospect > Stirling             | 150   | Diego Ulissi       | Simon Gerrans       |
| 3ª     | 23 gennaio | Norwood > Città di Campbelltown | 145   | Cadel Evans        | Cadel Evans         |
| 4ª     | 24 gennaio | Unley > Victor Harbor           | 148,5 | André Greipel      | Cadel Evans         |
| 5ª     | 25 gennaio | McLaren Vale > Willunga Hill    | 151,5 | Richie Porte       | Simon Gerrans       |
| 6ª     | 26 gennaio | Adelaide                        | 85,5  | André Greipel      | Simon Gerrans       |
| Totale | Totale     | Totale                          | 815,5 |                    |                     |

## Squadre partecipanti
| N.    | Cod. | Squadra             |
| ----- | ---- | ------------------- |
| 1-7   | BMC  | BMC Racing Team     |
| 11-17 | OGE  | Orica-GreenEDGE     |
| 21-27 | GIA  | Team Giant-Shimano  |
| 31-37 | LTB  | Lotto-Belisol       |
| 41-47 | TFR  | Trek Factory Racing |
| 51-57 | TCS  | Tinkoff-Saxo        |
| 61-67 | SKY  | Team Sky            |
| 71-77 | ALM  | AG2R La Mondiale    |
| 81-87 | AST  | Astana Pro Team     |
| 91-97 | EUC  | Team Europcar       |

| N.      | Cod. | Squadra                     |
| ------- | ---- | --------------------------- |
| 101-107 | KAT  | Team Katusha                |
| 111-117 | FDJ  | FDJ.fr                      |
| 121-127 | MOV  | Movistar Team               |
| 131-137 | GRS  | Garmin-Sharp                |
| 141-147 | OPQ  | Omega Pharma-Quickstep      |
| 151-157 | BEL  | Belkin Pro Cycling Team     |
| 161-167 | LAM  | Lampre-Merida               |
| 171-177 | CAN  | Cannondale                  |
| 181-187 | DRA  | Drapac Professional Cycling |
| 191-197 | UNI  | Team UniSA-Australia        |

## Dettagli delle tappe

### 1ª tappa
- 21 gennaio: Nuriootpa > Angaston – 135 km

Risultati
| Pos. | Corridore       | Squadra       | Tempo    |
| ---- | --------------- | ------------- | -------- |
| 1    | Simon Gerrans   | Orica-GreenE. | 3h20'34" |
| 2    | André Greipel   | Lotto-Belisol | s.t.     |
| 3    | Steele Von Hoff | Garmin-Sharp  | s.t.     |

| Pos. | Corridore       | Squadra       | Tempo    |
| ---- | --------------- | ------------- | -------- |
| 1    | Simon Gerrans   | Orica-GreenE. | 3h20'23" |
| 2    | André Greipel   | Lotto-Belisol | a 5"     |
| 3    | Steele Von Hoff | Garmin-Sharp  | a 7"     |

### 2ª tappa
- 22 gennaio: Prospect > Stirling – 150 km

Risultati
| Pos. | Corridore     | Squadra       | Tempo    |
| ---- | ------------- | ------------- | -------- |
| 1    | Diego Ulissi  | Lampre-Merida | 3h52'14" |
| 2    | Simon Gerrans | Orica-GreenE. | s.t.     |
| 3    | Cadel Evans   | BMC Racing    | s.t.     |

| Pos. | Corridore     | Squadra       | Tempo    |
| ---- | ------------- | ------------- | -------- |
| 1    | Simon Gerrans | Orica-GreenE. | 7h12'31" |
| 2    | Diego Ulissi  | Lampre-Merida | a 7"     |
| 3    | André Greipel | Lotto-Belisol | a 11"    |

### 3ª tappa
- 23 gennaio: Norwood > Città di Campbelltown – 145 km

Risultati
| Pos. | Corridore    | Squadra       | Tempo    |
| ---- | ------------ | ------------- | -------- |
| 1    | Cadel Evans  | BMC Racing    | 3h34'05" |
| 2    | Nathan Haas  | Garmin-Sharp  | a 15"    |
| 3    | Diego Ulissi | Lampre-Merida | s.t.     |

| Pos. | Corridore     | Squadra       | Tempo     |
| ---- | ------------- | ------------- | --------- |
| 1    | Cadel Evans   | BMC Racing    | 10h46'39" |
| 2    | Simon Gerrans | Orica-GreenE. | a 12"     |
| 3    | Diego Ulissi  | Lampre-Merida | a 15"     |

### 4ª tappa
- 24 gennaio: Unley > Victor Harbor – 148,5 km

Risultati
| Pos. | Corridore        | Squadra       | Tempo    |
| ---- | ---------------- | ------------- | -------- |
| 1    | André Greipel    | Lotto-Belisol | 3h33'07" |
| 2    | Jürgen Roelandts | Lotto-Belisol | s.t.     |
| 3    | Elia Viviani     | Cannondale    | s.t.     |

| Pos. | Corridore     | Squadra       | Tempo     |
| ---- | ------------- | ------------- | --------- |
| 1    | Cadel Evans   | BMC Racing    | 14h19'46" |
| 2    | Simon Gerrans | Orica-GreenE. | a 7"      |
| 3    | Diego Ulissi  | Lampre-Merida | a 14"     |

### 5ª tappa
- 25 gennaio: McLaren Vale > Willunga Hill – 151,5 km

Risultati
| Pos. | Corridore     | Squadra       | Tempo    |
| ---- | ------------- | ------------- | -------- |
| 1    | Richie Porte  | Team Sky      | 3h42'20" |
| 2    | Diego Ulissi  | Lampre-Merida | a 10"    |
| 3    | Simon Gerrans | Orica-GreenE. | s.t.     |

| Pos. | Corridore     | Squadra       | Tempo     |
| ---- | ------------- | ------------- | --------- |
| 1    | Simon Gerrans | Orica-GreenE. | 18h02'19" |
| 3    | Cadel Evans   | BMC Racing    | a 1"      |
| 3    | Diego Ulissi  | Lampre-Merida | a 5"      |

### 6ª tappa
- 26 gennaio: Adelaide > Adelaide – 85,5 km

Risultati
| Pos. | Corridore     | Squadra       | Tempo    |
| ---- | ------------- | ------------- | -------- |
| 1    | André Greipel | Lotto-Belisol | 1h55'16" |
| 2    | Mark Renshaw  | Omega Pharma  | s.t.     |
| 3    | Andrew Fenn   | Omega Pharma  | s.t.     |

| Pos. | Corridore     | Squadra       | Tempo     |
| ---- | ------------- | ------------- | --------- |
| 1    | Simon Gerrans | Orica-GreenE. | 19h57'35" |
| 3    | Cadel Evans   | BMC Racing    | a 1"      |
| 3    | Diego Ulissi  | Lampre-Merida | a 5"      |

## Evoluzione delle classifiche
| Tappa              | Vincitore          | Classifica generale Maglia ocra | Classifica scalatori Maglia bianca | Classifica sprint Maglia azzurra | Classifica giovani Maglia nera | Classifica a squadre Maglia rossa | Corridore più combattivo Maglia verde |
| ------------------ | ------------------ | ------------------------------- | ---------------------------------- | -------------------------------- | ------------------------------ | --------------------------------- | ------------------------------------- |
| 1ª                 | Simon Gerrans      | Simon Gerrans                   | Adam Hansen                        | Simon Gerrans                    | Carlos Verona                  | Lampre-Merida                     | William Clarke                        |
| 2ª                 | Diego Ulissi       | Simon Gerrans                   | Adam Hansen                        | Simon Gerrans                    | Carlos Verona                  | Lampre-Merida                     | William Clarke                        |
| 3ª                 | Cadel Evans        | Cadel Evans                     | Adam Hansen                        | Simon Gerrans                    | Kenny Elissonde                | BMC Racing Team                   | Jens Voigt                            |
| 4ª                 | André Greipel      | Cadel Evans                     | Adam Hansen                        | Simon Gerrans                    | Jack Haig                      | BMC Racing Team                   | Cameron Wurf                          |
| 5ª                 | Richie Porte       | Simon Gerrans                   | Adam Hansen                        | Simon Gerrans                    | Jack Haig                      | Orica-GreenEDGE                   | Jens Voigt                            |
| 6ª                 | André Greipel      | Simon Gerrans                   | Adam Hansen                        | Simon Gerrans                    | Jack Haig                      | Orica-GreenEDGE                   | William Clarke                        |
| Classifiche finali | Classifiche finali | Simon Gerrans                   | Adam Hansen                        | Simon Gerrans                    | Jack Haig                      | Orica-GreenEDGE                   | -                                     |

## Classifiche finali

### Classifica generale - Maglia ocra
| Pos. | Corridore      | Squadra       | Tempo     |
| ---- | -------------- | ------------- | --------- |
| 1    | Simon Gerrans  | Orica-GreenE. | 19h57'35" |
| 2    | Cadel Evans    | BMC Racing    | a 1"      |
| 3    | Diego Ulissi   | Lampre-Merida | a 5"      |
| 4    | Richie Porte   | Team Sky      | a 10"     |
| 5    | Nathan Haas    | Garmin-Sharp  | a 27"     |
| 6    | Robert Gesink  | Belkin        | a 30"     |
| 7    | Daryl Impey    | Orica-GreenE. | a 34"     |
| 8    | Geraint Thomas | Team Sky      | a 37"     |
| 9    | Adam Hansen    | Lotto-Belisol | s.t.      |
| 10   | Egor Silin     | Team Katusha  | a 47"     |

### Classifica scalatori - Maglia bianca
| Pos. | Corridore      | Squadra       | Punti |
| ---- | -------------- | ------------- | ----- |
| 1    | Adam Hansen    | Lotto-Belisol | 28    |
| 2    | Axel Domont    | AG2R La M.    | 28    |
| 3    | Richie Porte   | Team Sky      | 24    |
| 4    | William Clarke | Drapac        | 20    |
| 5    | Simon Gerrans  | Orica         | 20    |

### Classifica a punti
| Pos. | Corridore     | Squadra       | Punti |
| ---- | ------------- | ------------- | ----- |
| 1    | Simon Gerrans | Orica-GreenE. | 75    |
| 2    | Diego Ulissi  | Lampre-Merida | 56    |
| 3    | Nathan Haas   | Garmin-Sharp  | 50    |
| 4    | Cadel Evans   | BMC Racing    | 45    |
| 5    | André Greipel | Lotto-Belisol | 40    |

### Classifica giovani - Maglia nera
| Pos. | Corridore          | Squadra       | Tempo     |
| ---- | ------------------ | ------------- | --------- |
| 1    | Jack Haig          | Uni-SA Aus.   | 19h49'53" |
| 2    | Carlos Verona      | Omega Pharma  | a 1'09"   |
| 3    | Kenny Elissonde    | FDJ.fr        | a 20'56"  |
| 4    | Julian Alaphilippe | Omega Pharma  | a 21'18"  |
| 5    | Luca Wackermann    | Lampre-Merida | a 21'31"  |

### Classifica a squadre - Maglia rossa
| Pos. | Squadra                     | Tempo     |
| ---- | --------------------------- | --------- |
| 1    | Orica-GreenEDGE             | 59h56'16" |
| 2    | BMC Racing Team             | a 28"     |
| 3    | Drapac Professional Cycling | a 3'58"   |
| 4    | Team Sky                    | a 4'25"   |
| 5    | Omega Pharma-Quickstep      | a 4'34"   |